# Pulgar
Pulgar – gmina w Hiszpanii, w prowincji Toledo, w Kastylii-La Mancha, o powierzchni 38,6 km². W 2011 roku gmina liczyła 1696 mieszkańców.